# Мар'їне (селище)
Мар'їне —  селище в Україні, у Юнаківській сільській громаді Сумського району Сумської області. Населення становить 165 осіб. До 2020 орган місцевого самоврядування — Кияницька сільська рада.

## Географія
Селище Мар'їне знаходиться на відстані 2 км від села Храпівщина. По селу протікає пересихаючий струмок з греблею. Поруч проходить автомобільна дорога Н07.

## Історія
До 2016 року селище носило назву Пролетарське.
12 червня 2020 року, відповідно до розпорядження Кабінету Міністрів України № 723-р «Про визначення адміністративних центрів та затвердження територій територіальних громад Сумської області», селище увійшло до складу Юнаківської сільської громади.
19 липня 2020 року, в результаті адміністративно-територіальної реформи та ліквідації Сумського району(1923—2020), увійшло до складу новоутвореного Сумського району.
Російське вторгнення в Україну (з 2022)